# فینیس و فرب
فینیس و فرب (انگلیسی: Phineas and Ferb) یک مجموعه تلویزیونی پویانمایی کمدی-موزیکال آمریکایی است که توسط دن پاونمایر و جف "اسومپی" مارش ساخته شده‌است و در چهار فصل بین اوت ۲۰۰۷ و ژوئن ۲۰۱۵ از شبکه دیزنی و دیزنی اکس‌دی پخش شد. این مجموعه داستان‌های فینیس فلین و برادر ناتنی‌اش فرب فلچر را در حین تعطیلات تابستانی بازگو می‌کند. هر روز، این پسران ساخت یک پروژه جدید را برعهده می‌گیرند، یا وارد یک ماجراجویی دیدنی می‌شوند تا از زمان خود در تعطیلات بهترین استفاده را ببرند. این موضوع باعث آزار خواهر بزرگشان کاندیس می‌شود که اغلب تلاش می‌کند که نقشه‌های آنها را در معرض دید خودش و مادرشان فینیاس قرار دهد.